# Philodromus caporiaccoi
Philodromus caporiaccoi là một loài nhện trong họ Philodromidae.
Loài này thuộc chi Philodromus. Philodromus caporiaccoi được Carl Friedrich Roewer miêu tả năm 1951.